# 2010~2011년 코트디부아르 위기
코트디부아르 유혈 사태는 2010년 12월에 코트디부아르 대선 결과에 대한 해석 차이로 인해 벌어진 유혈 충돌 사건이다. 2011년 4월 11일 로랑 그바그보 전 대통령이 반군들에게 체포되면서 끝났다.

## 배경

코트디부아르의 위치

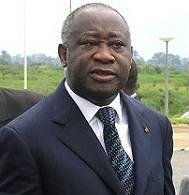
로랑 그바그보

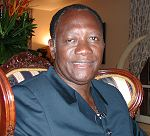
알라산 우아타라

코트디부아르는 전 세계 카카오의 40%를 생산하는 곳이다. 오랫동안 유럽 제국주의의 식민지 상태를 겪던 코트디부아르는 1960년 8월 프랑스로부터 독립하였다. 독립 후 카카오, 커피 등 열대작물을 수출하며 성장하였으나 1993년 33년간 재임하였던 초대 대통령 펠릭스 우푸에부아니가 사망한 후 쿠데타에 시달렸다. 2000년 시민들의 시위로 군부 정권을 몰아냈으나 북부와 남부 간의 인종 문제가 불거져 왔다. 코트디부아르의 북부는 사바나 기후로 척박하며 무슬림이 주를 이루는 반면, 남부 해안 지역은 열대 우림으로 플렌테이션 농업이 발달해 있는데, 북부와 이웃 나라의 주민들이 남부로 몰려들게 되면서 인종 갈등이 일어났고 결국 2002년 무력 충돌을 겪기도 하였다.
2000년 군사 정권이 붕괴한 후 코트디부아르의 대통령에 취임한 로랑 그바그보는 2005년 임기가 완료되었으나 반군과의 전쟁, 공명한 투표를 위한 준비 부족 등을 내세워 투표를 연기해왔다. 2010년 11월 28일 선거가 치러 졌으나 선거관리위원회와 헌법재판소가 각기 다른 유권해석을 내리면서 알라산 우아타라와 로랑 그바그보가 둘다 차기 대통령임을 주장하며 취임식을 갖는 사태가 발생하였다. 유수프 바카요코 코트디부아르 선관위원장은 공화당의 우아타라 후보가 54.1%의 표를 얻어 45.9% 득표에 그친 그바그보 대통령을 제치고 대선에 승리했다고 12월 2일 잠정 개표 결과를 밝혔다. 그러나 헌법상 개표 결과 발표 시한인 1일을 하루 넘긴 이날 선관위의 잠정 개표 결과를 코트디부아르 헌법위원회는 '불법'으로 규정했다.12월 3일 헌법위원회는 선관위 발표를 뒤집고 그바그보의 당선을 선포하였다.
대선에서 승리한 우아타라 전 총리는 부르키나파소 이민자의 아들로 이민자와 무슬림 인구가 많은 북부 지역을 기반으로 하고 있고, 현 대통령 그바그보는 기독교 인구가 많은 남부를 중심으로 코트디부아르 순혈주의를 강조하고 있다.
2010년 12월 4일 알라산 우아타라와 로랑 그바그보는 각각 대통령 취임식을 가졌고 이로써 대통령이 동시에 둘이 존재하는 초유의 사태가 발생하였다. 선거 인증을 담당하고 있던 최영진 유엔 코트디부아르 특별대표가 우아타라 전 총리의 대선 승리를 재확인하였다. 그러나, 그바그보 측은 유엔 관리가 대통령을 지명하는 것은 졸렬한 짓이라고 주장하고, 이런 식으로 나오면 코트디부아르를 떠나라고 요구할 것이란 입장을 밝혔다. 2010년 12월 16일 아비장에서 양 측을 지지하는 충돌이 일어나 일부 지역에서는 총격전으로 발전하였다.
유엔은 우아타라의 승리를 인정하고 있으며 그바그보의 선거 승복을 요구하고 있다. 최영진 유엔 코트디부아르 대표는 유엔에 선거 인증을 요청하고, 그 결과가 자신에게 불리하다고 배격하는 것은 유엔으로서는 용납할 수 없는 일이라고 밝혔다.

## 경과
유엔은 2010년 12월 16일부터 21일 사이에 사망 173명, 고문 및 가혹행위 90건, 체포 및 구금 471건, 실종 24건 등이 유엔 관계자에 의해 확인됐다고 밝혔다. 미국과 유엔은 그바그보 전 대통령에게 대선 결과에 승복할 것과 폭력행위를 중단할 것을 요구하였다. 코트디부아르의 외국계 은행은행들은 그바그보에 대한 항의의 표시로 문을 닫았다. 이에 그바그보는 이들 은행의 국유화 방침을 전격 발표했다. 영업을 중단한 은행들은 영국계 스탠다드차타드, 프랑스 BNP파리바 은행의 자회사, 미국 시티뱅크, 나이지리아의 액세스뱅크 등 5곳이지만 액세스뱅크는 이번 국유화 대상에 언급되지 않았다. 은행 국유화 방침이 발표되자 예금인출 사태가 벌어지기도 하였다. 이에 대한 대응으로 미국 재무부는 1월 6일 로랑 그바그보 코트디부아르 대통령과 그의 부인 시몬 그바그보, 대통령의 측근 3명 등 5명에 대한 금융제제를 시행할 것이라고 밝혔다. 유럽연합(EU) 또한 비자 발급 중단, 자산 동결 등의 제재를 적용할 그바그보 측 인사를 기존 19명에서 61명으로 늘리는 등 제재 대상 인사를 대폭 늘렸다.
유혈 사태가 일어나자 유엔은 평화유지군으로 대응하고 있으나 12월 13일 그바그보 측은 유엔 차량마저 공격 대상으로 삼았다. 반기문 유엔 사무총장은 그바그보 측의 이런 행동을 비난하였다. 2011년 1월 15일 반기문 사무총장은 새해 첫 연설에서 유엔은 코트디부아르에서의 임무를 결코 중단하지 않을 것이며 유엔 평화유지군과 민간인에 대한 공격행위로 그바그보는 국제심판소에 서게 될 것이라고 강조했다.
2010년 12월 말이 되자 급격히 늘어났던 사망자가 줄어들면서 유혈 사태는 진정국면으로 들어서는 것처럼 보였다. 한편, 나이지리아, 가나, 감비아 등 16개 국가로 이뤄진 서아프리카 경제 공동체(ECOWAS) 국가들은 그바그보 대통령의 퇴진 거부에 따라 30일 나이지리아 수도 아부자에서 무력 개입 방안을 협의했다. 유엔은 2011년 1월 2일 성명을 내고 반기문 유엔 사무총장이 "와타라 대통령"에 대한 확고한 지지를 재확인했다고 밝혔다.
유엔 안전보장이사회는 2011년 1월 19일 미국 뉴욕 유엔본부에서 열린 이사회에서 코트디부아르 주둔 유엔 평화유지군을 2,000명 증원하는 것을 골자로 하는 결의안을 만장일치로 채택했다. 결의안에 따르면 안보리는 올 3월부터 6월까지 단계적으로 코트디부아르의 경찰 및 군 병력을 500명씩 충원하게 된다. 결의문 채택은 러시아의 미온적 태도로 이뤄지지 못하고 있었으나 코트디부아르 내에서 협상을 진행하던 라일라 오딩가 케냐 총리가 그바그보 설득에 실패하면서 러시아의 입장을 바꿔 채택이 이뤄졌다. 또한 이날 스위스 연방정부는 지난 1월 14일 반정부 시위로 축출된 지네 엘 아비디네 벤 알리 튀니지 전 대통령과 함께 그바그보 대통령의 자국 내 자산 동결을 발표했다. 같은 날 서아프리카 경제 공동체는 그바그보와의 협상 결렬을 확인하고 군사개입원칙을 발표하였다.
이후에도 사망자가 계속 발생하여 유혈사태 이후 2011년 1월 26일까지 최소 260명이 숨졌으며, 2만9천여명이 유혈 사태를 피해 라이베리아로 피난했다. 또한 그바그보와 와라타는 재정 통제권을 놓고도 충돌하여, 1월 26일 로랑 그바그보 정부는 서아프리카 중앙은행 코트디부아르 지점이 세네갈에 있는 은행 본부가 아니라 그바그보 정부의 지시를 따르도록 명령했다. 반면에, 서아프리카경제공동체는 그바그보의 퇴진을 유도하기 위해 국제사회에서 합법적 당선인으로 인정받은 알라산 우아타라 대통령이 지명한 인사만 중앙은행의 자금에 접근할 수 있도록 했다. 코트디부아르는 서아프리카경제공동체의 다른 7개국과 함께 서아프리카 중앙은행의 화폐인 프랑 세파를 공동으로 사용하고 있다.
2011년 2월 21일 아비장에는 사태 중재를 위해 모하메드 울드 압델 아지즈 모리타니 대통령, 제이콥 주마 남아프리카공화국 대통령 등 아프리카 대통령 4명이 도착하여 양측과 면담하였으나, 그 사이에도 로랑 그바그보를 추종하는 정부군이 아비장 내 친야당 세력 구역에 공격을 가해 최소 6명이 숨졌다. 우아타라는 3월 28일 북부 반군들과 손을 잡고 대공세를 펴 전 국토의 90%를 장악하고 경제 수도인 아비장을 공격했다. 우아타라측 군이 수도 야무수크로를 점령하여 사실상 우아타라군의 승리로 끝났다. 2011년 4월 11일 아비장 대통령궁 안의 지하 벙커에서 로랑 그바그보 전 대통령이 반군들에게 무력하게 체포되었다.
2011년 4월 21일, 우아타라측 군 내부에서 권력 다툼이 일어나 아비장에서 충돌하였다.

## 여파
코트디부아르의 유혈사태로 양측이 카카오 수출을 금지하자 국제 카카오 시장은 큰 충격을 받았다.